# Paratemnoides salomonis salomonis
Paratemnoides salomonis salomonis es una subespecie de arácnido del orden Pseudoscorpionida de la familia Atemnidae.

## Distribución geográfica
Se encuentra en las Islas del Pacífico.